# Paectes panballa
Paectes panballa là một loài bướm đêm trong họ Noctuidae.